# Teleskopie
Teleskopie war ein Gemeinschaftsunternehmen der Marktforschungsinstitute infas aus Bad Godesberg und dem Institut für Demoskopie Allensbach, das von 1975 bis 1984 die Einschaltquoten für das Fernsehen in Deutschland im Auftrag von ARD und ZDF erhob. Das aktuelle Nachfolgeprojekt ist die GfK Fernsehforschung im Auftrag der Arbeitsgemeinschaft Fernsehforschung. Der Firmenname Teleskopie ist ein veraltetes Synonym für elektronische Fernsehmessung, für die gegenwärtig der Begriff Telemetrie üblich ist.
Die Firma Teleskopie betrieb ab 1975 ein TV-Panel mit 1.200 repräsentativ für die Bundesrepublik mittels Zufallsverfahren ausgewählten Privathaushalten. Auftraggeber waren die Arbeitsgemeinschaft der öffentlich-rechtlichen Rundfunkanstalten der Bundesrepublik Deutschland (ARD), die in der Arbeitsgemeinschaft Rundfunkwerbung (ARW) zusammengeschlossenen Werbefernseh-Gesellschaften und das Zweite Deutsche Fernsehen. Dabei wurde das Fernsehverhalten von Personen, die älter als drei Jahre sind, sekundengenau gemessen. Damit wurde das individuelle Sehverhalten nicht mehr nachträglich rekonstruiert, wodurch Erinnerungsfehler ausgeschlossen wurden. Das erste elektronische Messgerät wurde von der Heidelberger Firma Teldix geliefert. Ziel war es, alle genutzten TV-Programme eines Testhaushaltes zu erfassen. Die Daten wurden in der Nacht über das Telefonnetz via Modemübertragung eingesammelt und in einer Datenbank gespeichert.
Das Personenmessgerät Teleskomat hatte zwei Vorteile. Es enthielt einen TV-Tuner, der die Funktionalität des Fernsehgeräts ersetzte und damit sehr genau messbar war. Um eine synchrone Zeit im Bundesgebiet zu haben, wurden die damals hochmodernen Quarzuhren eingesetzt. Zweitens hatte jede Person eine eigene Taste, mit der man sich an- und abmelden konnte. Damit war das Fernsehverhalten einer bestimmten Person zuordenbar, über die man durch einen Fragebogen z. B. Alter, Geschlecht, Konsumgewohnheiten weitere Informationen hatte. Für Programmplanung und Werbefernsehen sind solche Daten wesentlich wertvoller als die Mischdaten eines gesamten Haushalts.
In der Startphase wurden die Messgeräte disproportional auf alle Bundesländer verteilt d. h. jedes Land erhielt unabhängig vom Bevölkerungsstand einen Mindestbestand an Geräten, damit statistisch relevante Aussagen möglich waren. Anfang 1975 kamen weitere Messgeräte in den Flächenländern dazu, bis die volle Ausbaustufe erreicht wurde. Ab Mitte 1975 konnten die Daten in der Nacht zu den Instituten übertragen und in den Morgenstunden ausgewertet werden. Damit standen schon am nächsten Vormittag vorläufige Quoten, sogenannte Overnights, zur Verfügung, die anfangs noch mit Fernschreiber an die Auftraggeber übermittelt wurden.
Das Vorläuferprojekt von Teleskopie war die Firma Infratam in Wetzlar, die für die ARD und ZDF von 1963 bis 1974 die erste kontinuierlichen Quotenmessung in Deutschland durchführte. Dort war das Fernseh-Meter, auch Tammeter der britischen Television Audience Measurement (TAM) im Einsatz. Gemessen wurde bereits minutengenau, allerdings kamen die Ergebnisse (Geräteeinschaltung, Kanal, Uhrzeit) erst vier Wochen später und waren nur für den kompletten Fernsehhaushalt verfügbar. Daneben wurden für jedes Tagesprogramm 600 verschiedene Leute befragt und ihre Urteile zu einem Mittelwert zusammengefasst (Infratest).
Nach und nach wurde ein kontinuierliches Berichtswesen aufgebaut. Zuerst national für ARD und ZDF, dann für die Vorabendprogramme  der (regionalen) ARD und das ZDF bzw. für die Dritten Programme. In den frühen Jahren waren die haushaltsbezogenen Einschaltquoten wichtiger, weil diese Prozentzahlen größer als die Personenreichweiten waren. Aber zunehmend wurden Zielgruppendaten von Männern, Frauen, Erwachsenen-Altersgruppen und Kindern immer stärker für die Programmplanung eingesetzt. 1979 wurde das Panel auf 1500 Haushalte vergrößert. Weiteres wurden Zweitgeräte, Fernsehgeräte mit Fernbedienung und transportable Fernsehgeräte erfasst. Die Einführung von ARD Bremen und die Ausweitung der NDR-Landesinformationen führten Ende 1980 zu einer nochmaligen Panelvergrößerung auf 1650 Haushalte mit rund 4000 Personen ab drei Jahren. Zur Zeit der Ablöse der Teleskopie-Zuschauerforschung durch die GfK-Fernsehforschung Anfang 1985 hatte das Panel mit 2000 Haushalte und fast 5000 Einzelpersonen seine maximale Größe. Vor der Einstellung des Panels wurden die Daten noch einige Zeit frei vermarktet.
Die Validität der Messung im Teleskopie-Panel wurde mehrfach überprüft. Schon damals ging es um die Frage, ob sich die teilnehmenden Zuschauer mit ihrer Personentaste zuverlässig an- und abmelden. Diese Koinzidenzüberprüfungen (Interner Coincidental Check) zeigten, dass die Tastenbedienung zuverlässig erfolgte und die Sicherheit der Zuschauerzahlen bei 90 Prozent lag. Ebenfalls geprüft wurde, ob es bei längerer Verweildauer im Panel zu einer „Fernsehmüdigkeit“ kommt bzw. ob sich auch Gäste im Haushalt anmelden bzw. ob damals neue Technologien, wie Teletext, Videorekorder und Kabelfernsehen gemessen werden.